# Ribeirão Preto Challenger 2001
Il Ribeirão Preto Challenger 2001 è stato un torneo di tennis facente parte della categoria ATP Challenger Series nell'ambito dell'ATP Challenger Series 2001. Il torneo si è giocato a Ribeirão Preto in Brasile dal 20 al 26 agosto 2001 su campi in terra rossa.

## Vincitori

### Singolare
Juan Ignacio Chela ha battuto in finale  Pavel Šnobel con il punteggio di 6–3, 6–2

### Doppio
Adriano Ferreira /  Antonio Prieto hanno battuto in finale  Sergio Roitman /  Andrés Schneiter con il punteggio di 6–1, 6(6)–7, 6–4